# 俞國華內閣
俞國華內閣組成於1984年6月1日，時任中華民國總統蔣經國在展開第二個總統任期後，任命時為行政院經濟建設委員會主任委員俞國華為行政院院長，同時由俞國華組成內閣成員（行政院各部會局處首長），所有閣員並於6月1日上任。內閣成員以執政黨，即中國國民黨的黨員為主。
1988年1月13日，總統蔣經國逝世，時任中華民國副總統李登輝繼任總統，不久後又繼任中國國民黨主席。俞國華繼續擔任行政院院長，俞國華内閣因此成爲蔣經國内閣以後，中華民國史上第二個歷經兩任不同的總統的内閣。惟不同的是，蔣經國擔任行政院院長時實際上已接手掌握中央政府權力並當選國民黨主席掌握政治實權，而俞國華僅是過渡性質，在李登輝接掌國民黨主席的權力後，李登輝掌握政治實權，俞國華隨即退居二線。俞國華1989年5月8日親自去總統府遞交辭呈。隨後於1989年5月18日內閣總辭。6月1日，李登輝在總統官邸約見李煥，叫他準備組閣，李煥奉令組成新的內閣，成為李登輝所任命的第一個內閣團隊，名為李煥內閣。

## 內閣任內政績
1984年6月，俞國華出任行政院院長，任內臺灣政治有偌大變遷：
- 一、在政治方面：解除臺灣省戒嚴令，開放黨禁，解除報禁，開放臺灣人民前往中國大陸探親，制訂第一屆中央政府民意代表自願退職條例，修訂集會遊行法。
- 二、經濟方面：連續五年平均經濟成長率是9.9%，外匯存底由150億美元增至760億美元，躍居世界第二，僅次於日本；此期臺灣物價10倍的飛漲，為台灣戰後以來僅見。
- 三、財政方面：廢除支票刑罰，實施新制營業稅，解除外匯管制，廢除屠宰稅。
- 四、成立行政院勞工委員會，處理勞資糾紛，停納田賦，在地方農會事業單位開辦農民健康保險。
- 五、於中央政府設置行政院環境保護署，地方政府設環境保護局，分層推動環境保護。

## 內閣任內對外關係
- 1988年，俞率特使團赴韓國漢城(今稱首爾)，慶賀韓國恢復民主政治後首位民選總統盧泰愚就職；7月當選中國國民黨第13屆中央委員。
- 1989年1月，率團訪中南美巴哈馬、瓜地馬拉、多明尼加，與巴哈馬總理簽訂建交文件，兩國正式建立外交關係。

## 內閣總辭後
- 1989年5月，俞辭行政院長職，總統李登輝特頒以一等卿雲勳章，同月受聘於中華民國總統府資政。

## 內閣成員
- 行政院院長：俞國華（ 中國國民黨）
- 行政院副院長：林洋港（ 中國國民黨）→ 連戰（ 中國國民黨）
- 行政院秘書長：王章清（ 中國國民黨，1984年6月1日－1988年7月）→ 錢純（ 中國國民黨，1988年7－1989年5月）
- 行政院新聞局局長：張京育（ 中國國民黨，1984年9月－1987年4月）→ 邵玉銘（ 中國國民黨，1987年4月就任）
- 內政部部長：吳伯雄（ 中國國民黨）
- 外交部部長：朱撫松
- 國防部部長：宋長志（ 中國國民黨）
- 財政部部長：陸潤康
- 教育部部長：李煥（ 中國國民黨）
- 法務部部長：施啟揚（ 中國國民黨）
- 經濟部部長：徐立德（ 中國國民黨）
- 交通部部長：連戰（ 中國國民黨）
- 行政院經濟建設委員會主任委員：錢復（ 中國國民黨）
- 行政院人事行政局局長：卜達海
- 行政院衛生署署長：許子秋
- 行政院國軍退除役官兵輔導委員會主任委員：鄭為元（ 中國國民黨，1981年4月29日－1987年11月17日）→ 張國英（ 中國國民黨，1987年4月29日－1987年11月17日）→ 許歷農（ 中國國民黨，1987年11月18日－1993年2月26日）
- 行政院文化建設委員會主任委員：陳奇祿（1981年11月11日－1988年7月26日）→ 郭為藩（ 中國國民黨，1988年7月27日－1993年2月26日）
- 行政院農業委員會主任委員：王友釗（1984年9月－1988年7月）→ 余玉賢（1988年7月－1992年11月）
- 行政院青年輔導委員會主任委員：姚舜（1984年7月31日－1987年4月28日）→ 關中（ 中國國民黨，1987年4月29日－1987年11月27日）→ 蔣家興（1987年11月28日－1993年2月27日）
- 行政院研究發展考核委員會主任委員：魏鏞（ 中國國民黨，1976年9月－1988年7月）→ 馬英九（ 中國國民黨，1988年7月就任）
- 行政院國家科學委員會主任委員：陳履安（ 中國國民黨，1984年6月1日－1988年7月21日）→ 夏漢民（1988年7月22日－1993年2月26日）
- 行政院原子能委員會主任委員：閻振興（ 中國國民黨）
- 蒙藏委員會委員長：董樹藩（ 中國國民黨，1984年5月28日－1986年3月6日）→ 吳化鵬（1986年4月－1993年2月26日）
- 僑務委員會委員長：曾廣順
- 不管部會政務委員：馬紀壯（ 中國國民黨）、李國鼎（ 中國國民黨）、高玉樹、張豐緒（ 中國國民黨）、周宏濤（ 中國國民黨）、郭為藩（ 中國國民黨）
- 行政院主計處主計長：鍾時益（1978年6月－1987年1月11日）→ 于建民(1978年6月－1987年1月11日)
- 中央選舉委員會主任委員：吳伯雄（ 中國國民黨，1984年6月1日－1988年7月22日）→ 許水德（ 中國國民黨，1988年7月22日－1991年6月1日）
- 中央銀行總裁：張繼正（ 中國國民黨）
- 國立故宮博物院院長：秦孝儀（ 中國國民黨）

### 新設部會
- 行政院勞工委員會主任委員：鄭水枝（ 中國國民黨)，1987年8月1日就任，首任）
- 行政院環境保護署署長：簡又新（ 中國國民黨)，1987年8月22日就任，首任）